# Amintes I de Macedònia
Amintes o Amintas I (en llatí Amyntas, en grec antic Ἀμύντας) fou rei de Macedònia entre els anys 547 aC i 498 aC. Era fill d'Alcetes al que va succeir a la seva mort cap a la meitat del segle VI aC.
Sota aquest rei, Macedònia va ser tributària de l'Imperi Aquemènida. Després de l'expedició de Darios I el Gran a Escítia, el rei persa va enviar a Megabazos amb vuitanta mil homes a Europa i va sotmetre Peònia, segons diu Heròdot. Megabazos va exigir a Amintes "terra i aigua", en mostra de submissió als perses, i el rei macedoni va haver d'acceptar immediatament. Al banquet que es va donar als delegats de Megabazos, van demanar la presència de les dames, i el rei va accedir, però els perses les van ofendre, i el príncep Alexandre les va fer retirar amb el pretext de què anaven a posar-se més maques. En lloc d'elles va fer tornar a uns quants joves disfressats de dona, que van matar els perses. Quan Megabazos va veure que no tornaven els seus delegats, va enviar al general Bubares amb un cos d'exèrcit cap a Macedònia, però Alexandre es va lliurar del càstig donant a la seva germana Gigea en matrimoni al general persa. Bubares i Gigea van tenir almenys un fill anomenat Amintes en honor del seu avi, que Heròdot menciona.
Amintes va morir el 498 aC i el va succeir el seu fill Alexandre I de Macedònia.